# Pierre Pactet
Pierre Pactet était un professeur de droit public et juriste français. Il fut doyen de la Faculté de droit Jean-Monnet à Sceaux de 1974 à 1977. Il finit sa carrière professeur émérite à l'université Paris Sud et doyen honoraire de la Faculté. Il est mort le 18 février 2012.
Expert en droit public et plus précisément en droit constitutionnel, il est l'auteur d'ouvrages tels que Droit constitutionnel, Les institutions françaises ainsi que de nombreux articles qui continuent à paraître. Des Mélanges (23 avril 2003) ont été dédiés en son honneur par l'Association française des constitutionnalistes au Conseil constitutionnel.

## Œuvres
- Les institutions politiques de la Grande-Bretagne, La Documentation française, 1960.
- Exercices de droit constitutionnel, 4e édition, Dalloz, 1998.  (ISBN 2247031471)
- Institutions politiques, droit constitutionnel, Delmas, 1999.  (ISBN 224703652X)
- Les institutions françaises, 10e édition, PUF, 2003.  (ISBN 2130534597)
- Droit constitutionnel, 29e édition, Dalloz-Sirey, 2010.  (ISBN 978-2-247-08850-8) (BNF 42281533)

## Distinctions
- Officier de la Légion d'honneur